# Euploea lygdamis
Euploea lygdamis är en fjärilsart som beskrevs av Hans Fruhstorfer 1910. Euploea lygdamis ingår i släktet Euploea och familjen praktfjärilar. Inga underarter finns listade i Catalogue of Life.